# Ochrotrichia arriba
Ochrotrichia arriba is een schietmot uit de familie Hydroptilidae. De soort komt voor in het Neotropisch gebied.